# 積分微分方程式
数学において積分微分方程式（せきぶんびぶんほうていしき、英: integro-differential equation）とは、ある函数の積分と微分のいずれも含むような方程式のことを言う。

## 一般的な一階線型方程式
一般的な一階線型の積分微分方程式は、次のような形状を持つ。
{\displaystyle {\frac {d}{dx}}u(x)+\int _{x_{0}}^{x}f(t,u(t))\,dt=g(x,u(x)),\quad u(x_{0})=u_{0},\quad x_{0}\geq 0.}
微分方程式についてよく知られているように、積分微分方程式に対しても閉形式解を求めることはしばしば困難となる。解が見つかるような比較的まれなケースでは、ある種の積分変換が用いられることで、問題が初めに代数的な形状へと変換されることがしばしばある。そのような状況では、問題の解はそのような代数的方程式の解に対して逆変換を適用することで得られる。

### 例
次のような一階の問題を考える。
{\displaystyle u'(x)+2u(x)+5\int _{0}^{x}u(t)\,dt=\left\{{\begin{array}{ll}1,\quad x\geq 0\\0,\quad x<0\end{array}}\right.\quad {\text{with}}\quad u(0)=0.}
ラプラス変換は次のように定義される。
{\displaystyle U(s)={\mathcal {L}}\left\{u(x)\right\}=\int _{0}^{\infty }e^{-sx}u(x)\,dx.}
各項にラプラス変換を適用し、微積分の法則を利用することで、上記の積分微分方程式は次のような代数的方程式へ変換される。
{\displaystyle sU(s)-u(0)+2U(s)+{\frac {5}{s}}U(s)={\frac {1}{s}}.}
したがって
{\displaystyle U(s)={\frac {1}{s^{2}+2s+5}}}
が得られる。線積分を用いながら逆変換を行うことで、結果として
{\displaystyle u(x)={\frac {1}{2}}e^{-x}\sin(2x)}
が得られる。

## 応用
積分微分方程式は、理学および工学に現れる多くの状況をモデル化するものである。とりわけ回路網解析においてよく用いられる。
抑制性および興奮性のニューロンの相互作用は積分微分方程式のシステムで表現される。例えばウィルソン＝コーワンのモデルを参照されたい。